# InCulto

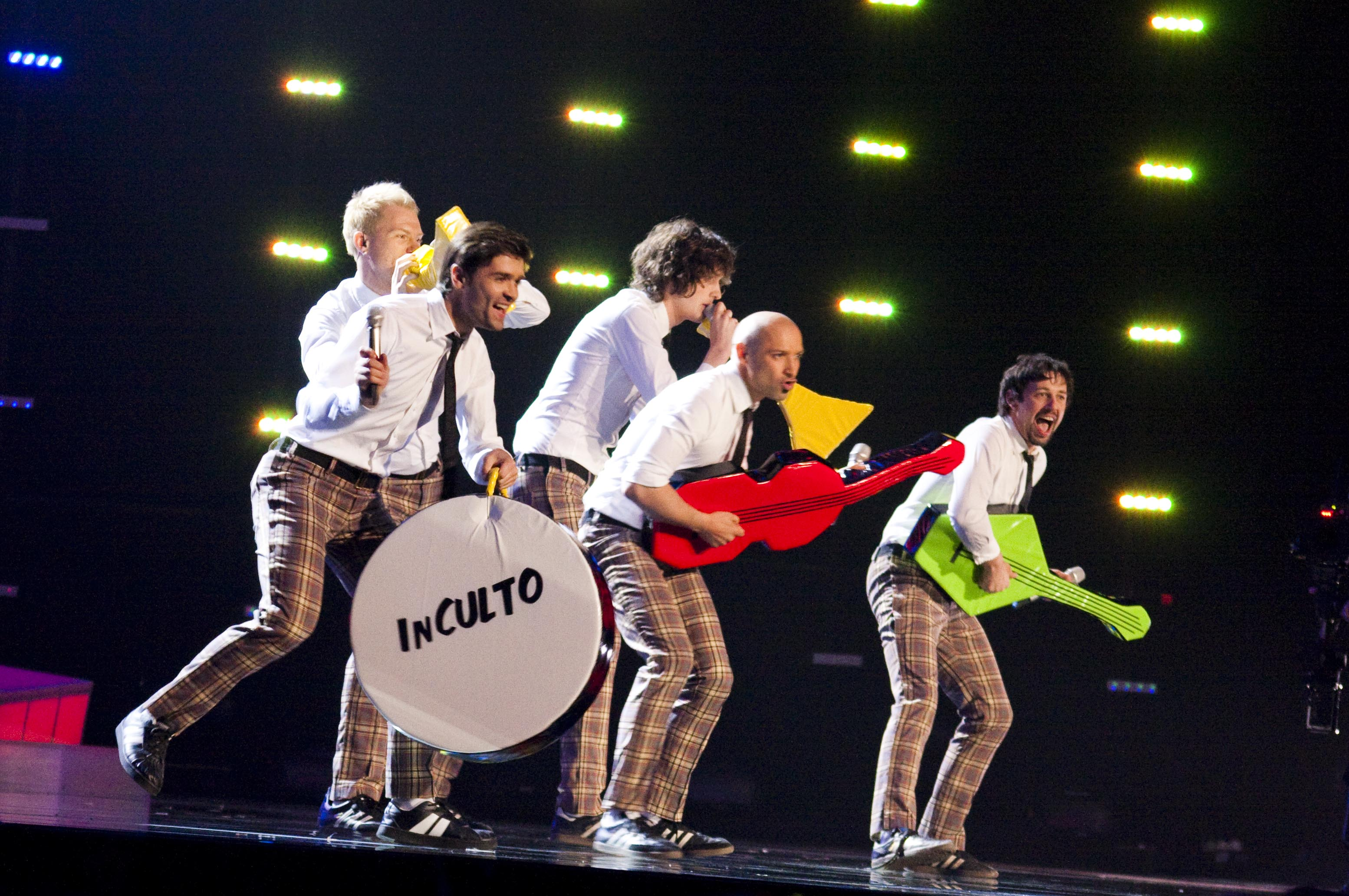
InCulto

InCulto foi um grupo da Lituânia. Representaram o seu país, a Lituânia, no Festival Eurovisão da Canção 2010, em Oslo, Noruega, com a música East European Funk, cantada exclusivamente em inglês.Vai estrear na competição por Red internacional de la televisión 2010. Participou na semifinal, mas não conseguiu alcançar a final.

## História
Em sua primeira tentativa no Eurovision, a banda ficou em segundo lugar após LT United na final nacional da Lituânia de 2006 com sua música "Welcome To Lithuania". Em 4 de março de 2010, Inculto venceu a final nacional da Lituânia para representar Lituânia no Eurovision Song Contest 2010. Eles tocaram  Eastern European Funk  na segunda semifinal realizada em 27 de maio de 2010 em Oslo, Noruega.